# Jon Bon Jovi
Jon Bon Jovi (rođen kao John Francis Bongiovi, Perth Amboy, New Jersey, 2. ožujka 1962.) američki je pjevač, skladatelj, tekstopisac,  glumac najpoznatiji kao vodeći vokal rock sastava Bon Jovi koji je nazvan po njemu. Izdao je dva samostalna albuma i jedanaest studijskih albuma sa sastavom. Jedan je od vlasnika Philadelphia Soula, ekipe američkog nogometa.

## Životopis
Oženio se s Dorotheom Hurley 29. travnja 1989. i s njom je još uvijek u braku. Imaju četvero djece: Stephanie Rose, Jesse James Louis, Jacob Hurley i Romeo Jon. Otac mu je bio Slovak, a majka polu Njemica, pola Ruskinja.